# Mars (firma)

Logo společnosti Mars

Mars, Incorporated (zkráceně Mars, Inc.; známá pouze jako Mars) je americká celosvětová společnost obchodující s cukrovinkami, výživou pro domácí mazlíčky a dalšími potravinářskými výrobky. Sídlo společnosti je ve městě McLean (stát Virginie), USA. Obrat společnosti činil v roce 2013 přes 33 miliard USD a firma byla ohodnocena časopisem Forbes jako 6. největší soukromě vlastněná společnost v USA. Dále byla společnost v roce 2013 ohodnocena časopisem Fortune jako jedna ze 100 nejlepších firem.
Ve Spojených státech amerických působí společnost v šesti obchodních segmentech: čokoláda, péče o domácí mazlíčky, žvýkačky, potraviny, nápoje a Mars Symbioscience.

## Nejznámější výrobky

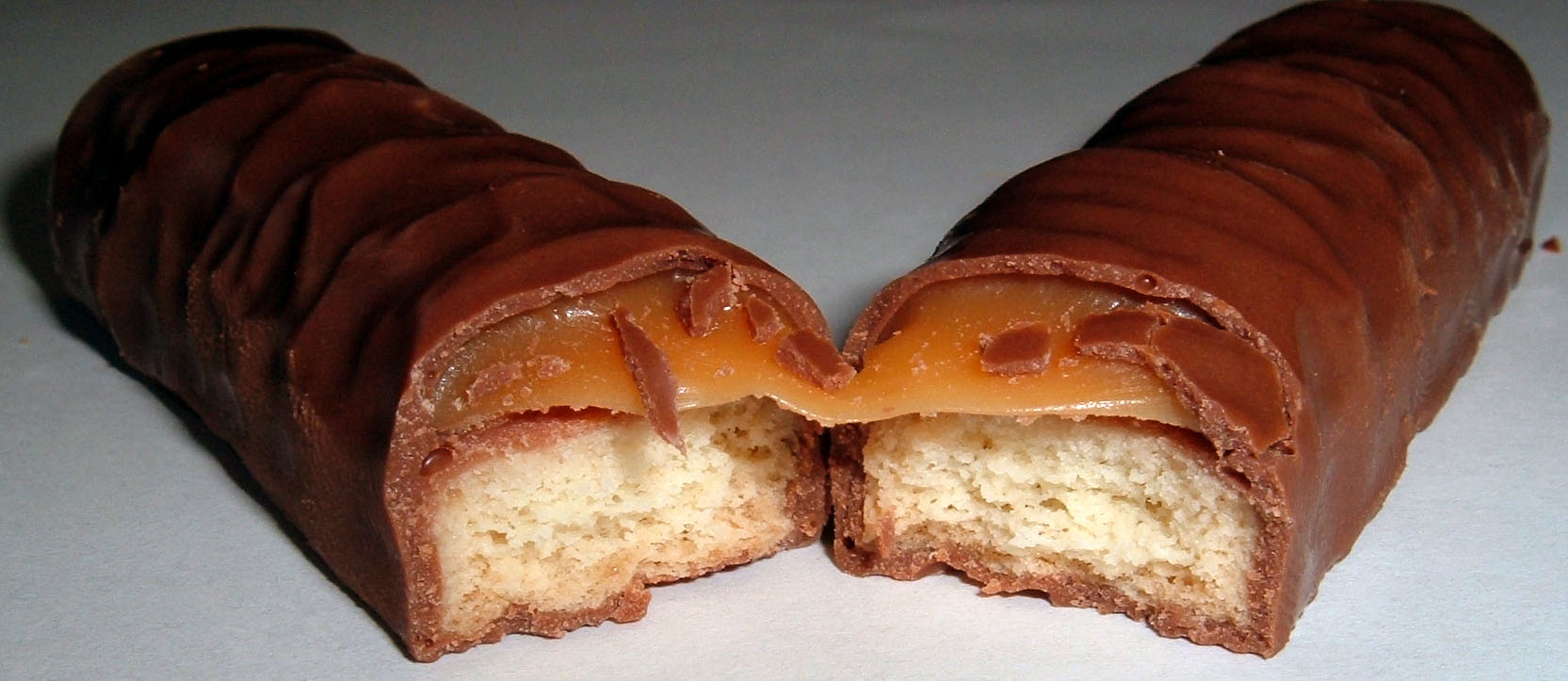
Sušenka Twix

- Sušenky: Mars, Snickers, Twix, Bounty, Milky Way
- Bonbóny: M&M's
- Čokoláda: CocoaVia, Dove
- Rýže: Uncle Ben's Rice

### Výrobky vyráběné společností Wrigley's

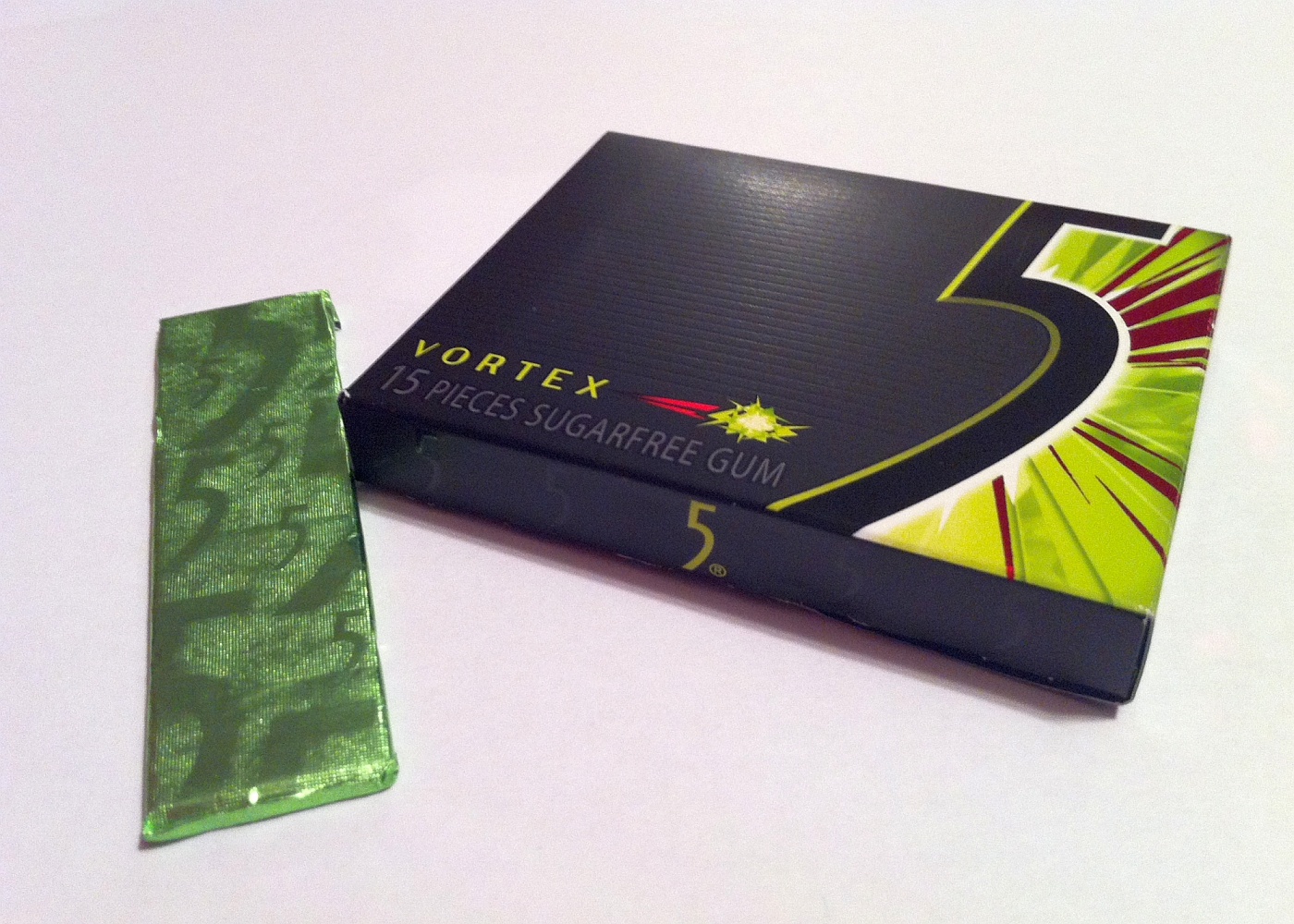
Žvýkačky 5 (příchuť Vortex)

- Žvýkačky: Orbit, Winterfresh, 5, Hubba Bubba
- Bonbóny: Skittles, Solano, Starburst, Orbit, Airwaves Drops, Tunes, Lockets

### Produkty pro domácí mazlíčky
- Pedigree (pro psy)
- Whiskas (pro kočky)
- Sheba (pro kočky)
- Royal Canin (pro psy a kočky)